# Caso D'Oliveira
El caso D'Oliveira fue una prolongada controversia política y deportiva relacionada con la gira programada en la temporada 1968-69 de la selección de críquet de Inglaterra —que representaba de forma oficial al Marylebone Cricket Club (MCC)— por Sudáfrica. El punto de discusión fue si los seleccionadores ingleses incluirían o no a Basil D'Oliveira, un jugador sudafricano mestizo que se había mudado a Inglaterra, y que había representado a ese país en test cricket desde 1966. Con Sudáfrica bajo el apartheid, la posible inclusión por parte de Inglaterra de un sudafricano no blanco en su gira se convirtió en un problema político.
D'Oliveira, un mestizo del Cabo de ascendencia india y portuguesa, dejó Sudáfrica porque sus proyecciones como jugador fueron restringidas por motivos raciales debido a la legislación del apartheid de la época, que incluso lo excluyeron del equipo nacional, formado por jugadores blancos. En 1964 ingresó al Worcestershire County Cricket Club a través de su residencia, y dos años después formó parte de la selección inglesa por primera vez. Las consecuencias de la posible inclusión de D'Oliveira en la gira del MCC de 1968-69 por Sudáfrica fueron discutidas por organismos de críquet ingleses y sudafricanos ya en 1966, pero las maniobras de figuras políticas y del críquet en ambos países hicieron poco para concluir de forma adecuada la situación. La prioridad del MCC era mantener los vínculos tradicionales con Sudáfrica y que la serie continuara sin incidentes. El primer ministro de Sudáfrica B. J. Vorster trató de apaciguar la opinión internacional al indicar en público que la inclusión de D'Oliveira sería aceptable, pero de forma secreta hizo todo lo posible para evitarlo.
D'Oliveira fue excluido del equipo inglés durante parte de 1968 en medio de una caída de desempeño en su bateo, pero marcó su regreso a fines de agosto con una puntuación de 158 carreras en el último partido oficial de Inglaterra del año, contra Australia en The Oval. Días después, los seleccionadores del MCC omitieron a D'Oliveira del equipo que iba a realizar la gira por Sudáfrica e insistieron de que se trataba de una decisión deportiva, pero muchos en Reino Unido expresaron su recelo sobre el tema y hubo varias protestas. Después de la retirada de Tom Cartwright debido a una lesión el 16 de septiembre, el MCC eligió a D'Oliveira como reemplazo, lo que provocó acusaciones de Vorster y otros políticos sudafricanos de que la nominación tenía motivaciones políticas. Hubo intentos de llegar a un acuerdo, pero no tuvieron éxito, y el MCC anunció la cancelación de la gira el 24 de septiembre.
El boicot deportivo de Sudáfrica ya estaba en marcha en 1968, pero la controversia de D'Oliveira fue la primera en tener consecuencias serias para el críquet sudafricano. La Junta de Control de Críquet de Sudáfrica anunció su intención de eliminar las barreras raciales en el deporte en el país en 1969, y de forma oficial las eliminó en 1976. Mientras tanto, el boicot se intensificó drásticamente, lo que llevó al aislamiento casi completo de Sudáfrica del críquet internacional a partir de 1971, aunque continuó jugando rugby hasta la década de 1980, al permitir dos veces la entrada al país de la selección de Nueva Zelanda, con diversidad racial, durante los años 1970. D'Oliveira jugó para Inglaterra hasta 1972 y para Worcestershire hasta 1979. Sudáfrica volvió al críquet internacional en 1991, poco después de que comenzara el fin del apartheid.

## Antecedentes

### Sudáfrica
Desde el momento en que los colonos europeos llegaron por primera vez a Sudáfrica en 1652, el país estaba dividido bajo criterios raciales, y, a diferencia de otras colonias europeas, la distinción racial y la segregación se intensificaron a principios del siglo XX, y los diversos grupos étnicos se definieron y dividieron con una mayor precisión. Después de su victoria en las elecciones generales de 1948, el Partido Nacional, liderado por Daniel Malan, formalizó este racismo bajo una política gubernamental llamada apartheid. Bajo este sistema las diferentes razas se mantuvieron separadas en todos los aspectos de la vida. El apartheid fue reforzado durante los años 1950, cuando se suprimió cualquier resistencia de parte de grupos no blancos y fueron aprobadas leyes, supuestamente para evitar el surgimiento del comunismo, en contra de la agitación política.
Desde el punto de vista del críquet, esta política hizo poca diferencia. Aunque el críquet se jugaba en todos los diferentes grupos raciales en Sudáfrica, la selección siempre había sido integrada por jugadores blancos. Bajo el apartheid, esto se convirtió en política oficial bajo el razonamiento del gobierno de que los jugadores negros, de color —mestizos— e indios eran inherentemente inferiores y no eran dignos de ser seleccionados, además de que se prohibió que diferentes razas compitieran entre sí. La selección de críquet de Sudáfrica no jugó contra los equipos nacionales de India, Pakistán o las Indias Occidentales, pero las selecciones de Inglaterra, Australia y Nueva Zelanda continuaron visitando el país. Los jugadores de críquet ingleses disfrutaron especialmente de las giras a Sudáfrica debido a la hospitalidad que recibieron y la calidad de vida. El historiador y escritor político Peter Oborne comentó: «Las relaciones entre los organismos de críquet de los dos países fueron excepcionalmente cálidas. Solo unos pocos visitantes notaron, y a un grupo incluso menor le importó, que algo andaba mal».
Durante la gira del Marylebone Cricket Club (MCC) por Sudáfrica durante 1948-49, la primera bajo el apartheid, el comentarista de la BBC John Arlott se horrorizó cuando vio a un hombre negro atacado sin motivo. Esto lo impulsó a visitar varios townships donde encontró personas negras viviendo en muy malas condiciones, lo que contrastó con el lujo de las casas donde era hospedado por familias blancas. Billy Griffith, uno de los integrantes de la gira, lo acompañó en una visita a un township y se sintió igualmente consternado, pero no se pronunció en contra. Más tarde, Arlott condenó el apartheid, durante una transmisión de la BBC en 1950, y se negó a ejercer su rol de comentarista durante futuras giras al país. Su ejemplo fue seguido por el bateador y clérigo inglés David Sheppard, quien se negó a participar de una gira por Sudáfrica, se negó a jugar con el equipo en 1960 y habló en público en contra de las políticas del gobierno sudafricano a pesar de los esfuerzos del MCC por silenciarlo. Por lo demás, hubo pocas protestas en Inglaterra contra el críquet sudafricano durante la década de 1950.

### Reino Unido y la selección inglesa

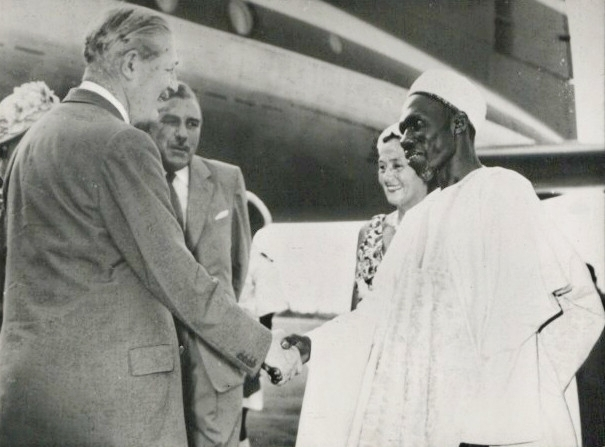
El primer ministro británico Harold Macmillan (izquierda) durante su visita a Nigeria en 1960. Las actitudes británicas hacia el apartheid estaban cambiando en este momento.

Desde mediados de los años 1950 la Organización de las Naciones Unidas comenzó a expresar preocupación por el apartheid, y hubo una creciente conciencia general de los efectos de este sistema en el Reino Unido. En 1960 el primer ministro Harold Macmillan, criticó el apartheid en su discurso ante el Parlamento de Sudáfrica. Sin embargo, el gobierno británico fue cauteloso; el gran número de titulares de pasaportes británicos y empresas con sede en Sudáfrica los hizo reacios a forzar el tema y provocar una confrontación. Además, hubo apoyo para el sistema entre algunos políticos de derecha. Cuando el equipo de MCC realizó una gira por Sudáfrica en 1956-57, los jugadores observaron y se sorprendieron por lo que consideraban injusticias contra la población negra. Como muchos jugadores y funcionarios tenían familiares y amigos en el país, no se mostraron inclinados a tomar una posición, pero varios condenaron la situación en forma escrita en ese momento o de forma posterior.
Las actitudes generales en Reino Unido hacia el críquet sudafricano comenzaron a cambiar en la década de 1960. En ese momento los temas raciales se estaban convirtiendo en un asunto más emotivo en el país y la inmigración de Asia y el Caribe se convirtió en un tema en las elecciones generales. Las tensiones raciales habían aumentado a lo largo de la década de 1950 y se habían producido disturbios. Tim Quelch, en su revisión del críquet inglés en la década de 1950, sugiere que «el historial [de Inglaterra] en las relaciones raciales apenas había sido ejemplar». Pero Jack Williams, en su libro Cricket and Race, sugiere que el críquet fue una fuerza para la armonía racial en Inglaterra dado el influjo de jugadores extranjeros afrocaribeños y asiáticos, y la mezcla de aficionados blancos y afrocaribeños durante varias series de partidos entre el país europeo y las Indias Occidentales. En este contexto, cuando el equipo sudafricano realizó una gira por Inglaterra en 1960, hubo algunas protestas contra el apartheid.

### Deporte internacional
Dentro de Sudáfrica, los opositores al apartheid se dieron cuenta de que el deporte podría desempeñar un papel importante para presionar al gobierno. Durante los años 1950 Sudáfrica participó en las competencias internacionales con las instituciones oficiales de jugadores blancos, que fueron reconocidas por los órganos rectores de los principales deportes. Esta situación comenzó a cambiar a finales de la década, cuando varias organizaciones deportivas no blancas sudafricanas se unieron y empezaron a influir en la opinión internacional. La presión resultante provocó la suspensión de la Asociación Sudafricana de Fútbol de la FIFA —por dos años desde 1961, y luego de un breve reintegro, a partir de 1964—, que le impidió a la selección participar de la Copa Mundial de Fútbol de 1966. Sudáfrica también fue excluida de la esgrima internacional en 1964. Sin embargo, debido a que ni la esgrima ni el fútbol eran populares en la Sudáfrica blanca, el impacto fue limitado. La suspensión de los Juegos Olímpicos tuvo un efecto mayor; otra campaña dentro de Sudáfrica y el consecuente cambio en la opinión internacional resultó en que el país fuera excluido de los Juegos Olímpicos de 1964 y de los que le siguieron.
En 1966, antes de una gira de la selección de rugby de Nueva Zelanda, el gobierno sudafricano le pidió a los neozelandeses que alinearan un equipo completamente blanco, excluyendo así a los jugadores maoríes, a lo que la Unión de Rugby y Fútbol de Nueva Zelanda se negó y canceló la gira. Como el rugby era muy popular entre los sudafricanos blancos, esto causó preocupación en esa comunidad. La selección de críquet de Inglaterra estaba en Nueva Zelanda en ese momento, y Billy Griffith, para entonces secretario del MCC, cuando se le preguntó, dijo que el club también cancelaría en circunstancias similares. A pesar de estos eventos en otros deportes mundiales, Sudáfrica continuó jugando al críquet internacional. Los esfuerzos para presionar al Consejo Internacional de Críquet (ICC) fracasaron, e incluso cuando Sudáfrica se retiró de la Mancomunidad de Naciones en 1961 —teóricamente perdiendo el estatus de test del equipo nacional—, sus oponentes tradicionales continuaron jugando partidos oficiales contra ellos a pesar de la oposición de India, Pakistán y las Indias Occidentales.

### Basil D'Oliveira
Basil D'Oliveira nació en Ciudad del Cabo en 1931, y tenía una ascendencia india y portuguesa, por lo que formaba parte de la comunidad de mestizos del Cabo. Demostró habilidad en el críquet desde una edad temprana, pero como el sistema del apartheid lo clasificó como no blanco, se le prohibió jugar al críquet de primera clase en Sudáfrica o formar parte del equipo nacional. Representó y fue capitán de un equipo sudafricano «no blanco» que disputó partidos internacionales no oficiales, y se consternó por la cancelación en 1959, a instancias de los activistas sudafricanos contra el apartheid, de una visita propuesta por un equipo de las Indias Occidentales que iba a competir contra equipos no blancos. Al darse cuenta de que había logrado todo lo que podía como deportista no blanco en Sudáfrica, le escribió a John Arlott en Inglaterra para pedirle ayuda y así encontrar empleo como jugador de críquet.
Para encontrar un trabajo para D'Oliveira en un club profesional, Arlott contó con la ayuda del periodista de críquet John Kay, con experiencia en las ligas de Lancashire. Al principio ningún equipo estaba interesado, pero cuando el profesional del Middleton Cricket Club se retiró en el último minuto, el club empleó a D'Oliveira para la temporada de 1960. Después de un mal comienzo, pronto mejoró sus presentaciones en Middleton. Se ganó una mejor reputación jugando partidos televisados para un equipo llamado «Cavaliers» y participó en giras por el extranjero con algunos de los principales jugadores de críquet. Varios clubes a nivel de condado ingleses expresaron interés en él y finalmente se unió a Worcestershire. Luego de calificar para el equipo del condado a través de su residencia, hizo su debut en 1964 y anotó 100 carreras en una entrada un —century— en su primera aparición. Para la temporada de 1966 había progresado hasta tal punto que fue elegido para la selección inglesa. D'Oliveira tuvo un éxito inmediato con Inglaterra y al año siguiente ya estaba bien establecido en el equipo.

## Preparaciones

### Anticipación
Desde el comienzo de su carrera en Inglaterra, D'Oliveira y sus seguidores vieron la gira del MCC por Sudáfrica en 1968-69 como un momento clave en su carrera. Guy Fraser-Sampson sugiere: «Nadie podría tener ninguna duda de que la posibilidad de que D'Oliveira sea elegido como miembro del plantel de la gira de Inglaterra plantearía grandes complicaciones políticas». Cuando D'Oliveira visitó Sudáfrica para trabajar como entrenador en 1966, el tema se planteó de forma continua. La gente especuló si D'Oliveira sería seleccionado y, de ser así, si el gobierno sudafricano le permitiría jugar. A algunos de sus seguidores les preocupaba que su aceptación de un lugar en una gira por Sudáfrica pudiera interpretarse como una aprobación de la situación política en dicho país, pero D'Oliveira estaba decidido a jugar, consciente de lo que significaría para la gente no blanca sudafricana. En 1967, Griffith voló a Sudáfrica para discutir la próxima gira y buscar una solución a cualquier problema potencial; el MCC quería que la gira se llevara a cabo sin ningún problema político. Pocas conclusiones salieron de las reuniones; Oborne sugiere que ambas partes «acordaron esperar que todo el problema desapareciera».
Después de una temporada exitosa por Inglaterra en 1967, D'Oliveira fue elegido para hacer una gira por las Indias Occidentales en 1967-68, lo que generó conciencia en Inglaterra y Sudáfrica de que era posible su elección para hacer una gira por el país africano al año siguiente. Sin embargo, sus oportunidades de sobresalir fueron pocas en las Indias Occidentales, en donde las circunstancias se volvieron en su contra en varios partidos, y sus estadísticas fueron pobres. Cualquier circunstancia atenuante fue compensada por problemas fuera del campo. D'Oliveira aprovechó al máximo las oportunidades sociales disponibles, y con frecuencia iba en fiestas y otros eventos, y no reaparecía hasta después del desayuno. Los rumores en este sentido llegaron a la prensa y el gerente de la gira del MCC habló con el jugador sobre sus responsabilidades en el equipo. D'Oliveira dijo que su comportamiento y mala forma se debieron en parte a la presión ejercida sobre él. Se le preguntaba con frecuencia sobre la gira sudafricana y sobre temas raciales, y algunos grupos en las Indias Occidentales lo acusaron de «venderse» al jugar para el equipo «blanco» de Inglaterra.

### Posición de Sudáfrica
La posición del gobierno sudafricano hacia los equipos mestizos estaba bien establecida en 1967. Fue afirmada de forma explícita después de la visita de Griffith cuando, en febrero de 1967, el ministro del Interior P. K. Le Roux dijo en un discurso: «No permitiremos que equipos mestizos jueguen contra nuestros equipos blancos aquí. Esa es nuestra política. Es bien conocido aquí y en el extranjero». Estos comentarios provocaron una disputa pública en Reino Unido, y algunos comentaristas querían que se cancelara la gira; el MCC informó al gobierno británico que los jugadores serían seleccionados únicamente por su habilidad y que cualquier intento de interferir desde Sudáfrica provocaría la cancelación de la gira. Denis Howell, el ministro de Deportes, informó a la Cámara de los Comunes la posición del MCC y declaró que el gobierno esperaba que el club cancelara la gira si algún jugador fuera rechazado. En privado, la comisión directiva del MCC estaba descontenta de haber sido forzado a una posición tan inequívoca.
B. J. Vorster, el primer ministro de Sudáfrica, se sintió avergonzado por los comentarios públicos de Le Roux y lo obligó a negar haberlos hecho. Sin embargo, la intervención del gobierno británico cimentó en la mente de Vorster la idea de que este y el MCC estaban conectados. En abril de 1967 pronunció un discurso en el que dijo que si bien el deporte entre equipos blancos y no blancos no podía tener lugar en Sudáfrica, el gobierno estaría dispuesto a enviar equipos mestizos a jugar en el extranjero y recibir equipos mestizos de oponentes «tradicionales» sudafricanos. Este cambio en las opiniones tenía como objetivo ingresar a un equipo en los Juegos Olímpicos de 1968, para evitar una repetición de la gira de rugby cancelada de Nueva Zelanda, y con la selección de D'Oliveira en mente. El MCC decidió más tarde en 1967 aclarar que el gobierno de Vorster no impondría limitaciones a los jugadores elegidos para la gira. En enero de 1968 Griffith escribió en nombre del MCC a la Asociación de Críquet de Sudáfrica (SACA, por sus siglas en inglés) con la implicación de que la gira sería cancelada si no se garantizaba una selección libre.
Según Oborne, Vorster era un político pragmático que quería mantener el apartheid y hacerlo parecer aceptable para el mundo exterior. Con este fin, en un intento de ampliar las conexiones internacionales de Sudáfrica, aceptó diplomáticos extranjeros negros en el país y comenzó a planificar una política para permitir el deporte mestizo con miras a evitar el aislamiento internacional del país. Sin embargo, tales políticas eran impopulares entre sus partidarios nacionales y tuvo cuidado de no ir demasiado lejos. Oborne escribe: «Vorster sabía que había un límite a lo lejos que podía llegar sin poner en peligro su propia posición. Ese límite era Basil D'Oliveira». Según Oborne, Vorster nunca tuvo la intención de permitir que D'Oliveira jugara con el equipo del MCC; sus partidarios no hubieran aceptado que un sudafricano no blanco se beneficiara de este cambio de política y demostrara su capacidad a un alto nivel. Por lo tanto, Vorster trabajó para dar la impresión en el extranjero de que el jugador de críquet sería bienvenido, mientras que al mismo tiempo hizo todo lo posible para evitar que jugara. Le aseguró al embajador británico John Nicholls que sería aceptable una fiesta preparada para la gira que incluyera a D'Oliveira, lo que Nicholls trasmitió al gobierno británico. Mientras tanto, Vorster siguió de cerca el progreso del jugador; desde su debut en 1966, Sudáfrica mantuvo un archivo de seguridad sobre él.

### Maniobras del MCC

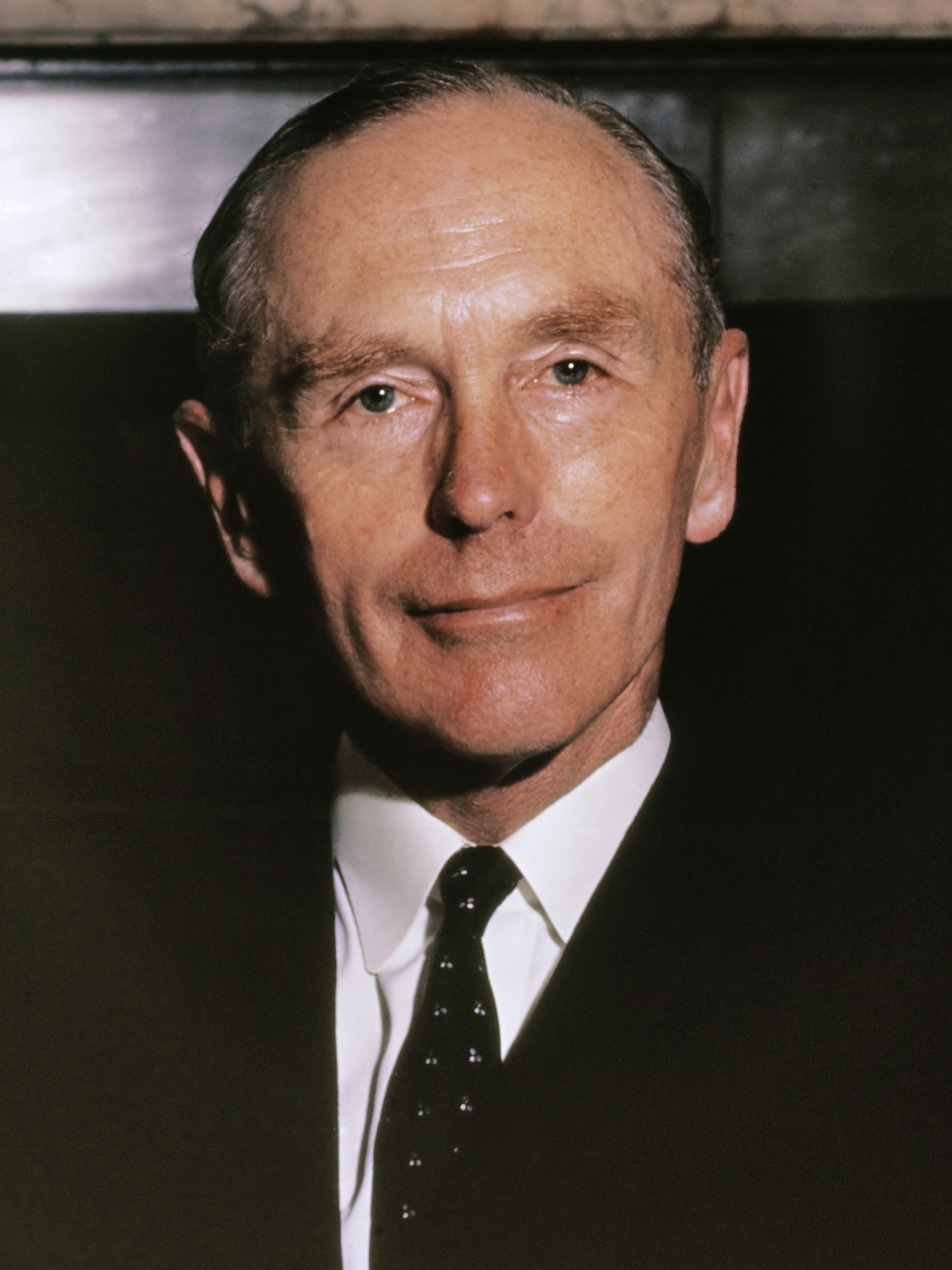
Alec Douglas-Home se reunió con Vorster en marzo de 1968 y luego le dijo al MCC que Sudáfrica probablemente dejaría jugar a D'Oliveira.

En marzo de 1968, al no haber recibido respuesta de la SACA a la carta de Griffith, el MCC le pidió a Alec Douglas-Home que interviniera. Douglas-Home, ex primer ministro británico y luego portavoz de asuntos exteriores de la oposición, acababa de terminar su mandato como presidente del MCC y estaba de visita en Rodesia y Sudáfrica; accedió a plantear la cuestión de D'Oliveira durante un encuentro con Vorster que formaba parte de su itinerario. Douglas-Home creía que la mejor manera de lidiar con el apartheid era a través del diálogo y que el contacto entre los países debía incrementarse, no reducirse; como él lo describió, «el precepto y el ejemplo deben ser mejores que el ostracismo». Cuando conoció a Vorster, Douglas-Home se mostró reacio a presionarlo para que diera una respuesta inequívoca, pero discutió acerca de D'Oliveira. También visitó a otras figuras en Sudáfrica y regresó a Inglaterra para decirle al MCC, en palabras del escritor de críquet E. W. Swanton, que «si se eligiera a D'Oliveira, las probabilidades eran de 5/4 para permitirle ingresar».
En opinión de Fraser-Sampson: «Si bien los motivos de Douglas-Home siguen siendo oscuros, está claro que enturbió las aguas de una forma terrible. Al permitir que el MCC creyera que podrían continuar felizmente manipulando el problema, y al engañarlos en cuanto a las verdaderas intenciones de Vorster, entregó lo peor de ambos mundos». Siguiendo el consejo de Douglas-Home, el MCC dejó que el asunto fluyera a lo largo de la temporada de 1968. Consciente de la mala actuación de D'Oliveira en las Indias Occidentales y la continua falta de buenas presentaciones a principios de 1968, la comisión directiva del MCC tuvo en cuenta que no era seguro que integraría al equipo que iría a la gira.
Mientras tanto, con el conocimiento de Vorster y el gobierno de Sudáfrica, la SACA ideó cuidadosamente su respuesta a la carta del MCC, en la que evitó contestar de forma directa a la pregunta del club inglés. La réplica fue entregada personalmente al secretario del MCC Gubby Allen en marzo de 1968 por el excapitán del equipo sudafricano de críquet Jack Cheetham, un estrecho colaborador de varios funcionarios del MCC. En este punto, el MCC había aceptado el consejo de Douglas-Home y ya no quería una respuesta a su carta. Oborne registra que cuando Cheetham «mostró alegremente su documento laboriosamente elaborado, Gubby Allen, presa del pánico, lo rechazó». La carta nunca se presentó a la comisión directiva del MCC, y Cheetham regresó a Sudáfrica con la noticia de que no era necesaria una respuesta, por lo que los preparativos para la gira podrían continuar con normalidad. Esto permitió a Vorster ocultar sus intenciones con respecto a D'Oliveira durante seis meses más. Allen luego justificó sus acciones sugiriendo que le preocupaba que la carta de la SACA se filtrara a la prensa si llegaba más lejos. Oborne cree que Allen deseaba ocultar a los directivos el cambio de opinión de la jerarquía del MCC sobre el enfoque a tomar con los sudafricanos, y sugiere que Allen y Griffith estaban actuando efectivamente como una subcomisión secreta del club desde este punto.

### Plan sudafricano
Vorster y la SACA siguieron de cerca la actuación de D'Oliveira durante la gira por las Indias Occidentales y en la temporada de 1968. Las regulares presentaciones del jugador provocaron la especulación de la prensa de que podría perder su lugar en la selección de Inglaterra por razones totalmente no políticas, pero Vorster estaba convencido de que el MCC estaba comprometido a seleccionarlo bajo cualquier circunstancia. Por lo tanto, concibió un plan doble para evitar la selección de D'Oliveira para la gira de 1968-69. Él y la SACA intentarían sobornar a Basil para que no estuviera disponible, al mismo tiempo que persuadirían a los seleccionadores ingleses —o más específicamente al MCC, que según Vorster determinaría la política de selección— de que no lo eligieran. La última parte del plan dependía de que el MCC se diera cuenta de que elegir a D'Oliveira significaría la no realización de la gira, pero al hacer tales intentos, los sudafricanos se arriesgaban a ser descubiertos por el público, lo que causaría la cancelación de la gira de todos modos.
El soborno fue planeado desde una etapa temprana, pero tuvo que ser pospuesto cuando D'Oliveira no regresó a Sudáfrica antes de la temporada de 1968. La segunda parte del plan se puso en funcionamiento en marzo de 1968. Vorster resolvió enviar un mensaje secreto al MCC a través de lord Cobham, un miembro y expresidente del club con estrechos vínculos con el condado de D'Oliveira, Worcestershire. Cobham estaba de visita en Sudáfrica a pedido de Griffith para reunirse con Arthur Coy, un funcionario de la SACA. Cobham le dijo a Coy que quería que la gira continuara, pero estuvo de acuerdo con él en que la inclusión de D'Oliveira sería «desastrosa». Cobham parecía haberle prometido a Coy que intentaría disuadir a Basil de la gira, cosa que nunca hizo. Cobham luego se reunió con Vorster, quien le dijo que si seleccionaban a D'Oliveira, la gira sería cancelada.
A su regreso a Inglaterra, Cobham ocultó esta información a la comisión directiva del MCC, al saber que se verían obligados a cancelar la gira si se enteraban. En cambio, escribió una carta a un miembro del directorio, cuya identidad nunca se hizo pública. El destinatario de la carta se la pasó a Griffith, quien a su vez se la mostró a Allen y Arthur Gilligan, en ese momento el presidente del MCC. Estos tres hombres optaron por ocultar la información a todo el directorio, y nadie informó al ministro Denis Howell. Allen luego defendió estas acciones, exponiendo su razonamiento en su biografía, la que fue escrita por su amigo cercano Swanton. Allen argumentó que el consejo dado por Douglas-Home, un diplomático internacional, prevalecía sobre la información de Cobham y ya había sido aceptado por el MCC. Además sugirió que, como los cuatro seleccionadores de Inglaterra tenían que elegir al equipo «sin ninguna otra consideración», y dos de ellos formaban parte de la comisión directiva del MCC, habría sido injusto cargarlos con la información de Cobham. Oborne descarta el razonamiento de Allen al considerarlo como «desastrosamente confuso», y señala que el consejo de Cobham estaba mucho más actualizado que el de Douglas-Home, y que no habría habido ninguna carga de conciencia para los seleccionadores del equipo, ya que la nueva información habría provocado la cancelación de la gira.
A principios de la temporada de 1968, la posición pública del MCC siguió el consejo de Douglas-Home: se desconocía si Sudáfrica aceptaría o no a D'Oliveira y sería mejor no presionar el tema. Aun así, tres miembros clave del MCC estaban al tanto de la realidad de la situación. Vorster había evitado la condena internacional, ya que no había declarado de forma pública como inaceptable a D'Oliveira, pero su posición había sido claramente transmitida a Londres en privado.

### D'Oliveira en 1968
D'Oliveira estaba al tanto de las discusiones políticas que lo rodearon durante 1968, y la presión sobre él se intensificó por el escrutinio de sus partidarios y oponentes en Inglaterra y Sudáfrica. Consciente de su fracaso en las Indias Occidentales, hizo un esfuerzo concertado para mejorar su bateo. Anotó carreras de manera constante y fue elegido para el primer partido test de Inglaterra en 1968, contra Australia a principios de junio. Tuvo mucho éxito, y completó 87 carreras not out —sin ser eliminado— y logró dos wickets. Sin embargo, después de la derrota de Inglaterra, algunos sectores de la prensa culparon al jugador. El Wisden Cricketers' Almanack señaló que falló como lanzador, y sus entradas fueron difíciles de evaluar, ya que Inglaterra había perdido el partido en esa etapa. Aun así, la mayoría de los espectadores esperaban que él mantuviera su lugar, incluidos los sudafricanos presentes.
Antes del segundo partido test, que se jugó en Lord's, tuvo lugar una serie de eventos que Fraser-Sampson describió más tarde como «tan extraños que eran totalmente increíbles, y sin embargo, sucedieron». La noche antes de que comenzara el juego, Griffith sugirió a D'Oliveira que, para salvar la serie 1968-69, debería restarse de ser considerado para la gira y anunciar que deseaba jugar en el futuro para Sudáfrica en lugar que para Inglaterra, a lo que el jugador declinó airadamente. Al día siguiente, E. W. Swanton —un periodista técnicamente ajeno al MCC, pero amigo cercano de Allen y miembro del «grupo de poder»— se acercó a D'Oliveira con una propuesta similar, que el jugador desestimó otra vez. Tanto Griffith como Swanton se oponían al apartheid, y, de hecho, Swanton se había negado a informar sobre la gira de 1964-65 del MCC por Sudáfrica debido a sus objeciones al sistema, y apoyaba a D'Oliveira desde un punto de vista deportivo. Este plan probablemente se originó en uno de los varios sudafricanos presentes en Lord's interesados en la cuestión de D'Oliveira, incluidos Coy y el organizador privado de la gira de críquet Wilfred Isaacs; según Fraser-Sampson, hay pruebas que sugieren que el plan provino de la SACA por primera vez. Oborne escribe que Griffith y Swanton probablemente tenían buenas intenciones, y postula que podrían haber estado atrapados en una maquinación sudafricana en su búsqueda de una solución al problema. Fraser-Sampson sugiere que ellos y otras figuras del MCC pueden haberse sentido forzados a este curso de acción por el vigor de las protestas de los sudafricanos de que no tolerarían un equipo que incluyera a D'Oliveira.
En la mañana del segundo encuentro test, Colin Cowdrey, capitán de Inglaterra, le dijo a D'Oliveira que lo habían dejado fuera del equipo y que, en cambio, era el duodécimo hombre. En su lugar, Inglaterra eligió un lanzador rápido para fortalecer esa parte del juego. Mientras se desarrollaba el partido, Doug Insole, presidente de los seleccionadores de Inglaterra, presentó a D'Oliveira a Isaacs, quien le ofreció una cálida hospitalidad si viajaba por Sudáfrica durante el invierno inglés. Muy molesto por su omisión, D'Oliveira volvió a jugar para Worcestershire una vez que terminó su labor como duodécimo hombre. Oborne sugiere que, desde el punto de vista del críquet, la decisión de dejar a Basil parece extraña y que puede haber estado relacionada con la presencia sudafricana en Lord's. El sustituto de D'Oliveira Barry Knight se desempeñó bien en el segundo test, mientras que Basil, en cambio, bajó su desempeño en el bateo. Desde mediados de junio hasta agosto, molesto por la presión sobre Sudáfrica, tuvo problemas para anotar, y alcanzó solo 205 carreras con un promedio de 12,81. Mantuvo su desempeño como lanzador, pero los críticos creían que su oportunidad se había ido. En julio, como parte de un procedimiento estándar, el MCC le escribió a 30 jugadores destacados para preguntarles si estaban disponibles para hacer una gira por Sudáfrica, pero Basil D'Oliveira no fue contactado. Según Fraser-Sampson, la idea de que el jugador no fuera uno de los mejores 30 de Inglaterra era absurda, y escribe que, por lo tanto, los seleccionadores deben haber estado conscientes de que Vorster no aceptaría su inclusión y, en consecuencia, habían decidido no elegirlo.
Durante la caída de su rendimiento, D'Oliveira fue contactado por Tienie Oosthuizen, director de la compañía tabacalera Carreras, que era, junto con Rothmans, parte de la corporación sudafricana de tabaco Rembrandt. Esta empresa había creado un grupo conocido como Fundación Deportiva Sudafricana (SASF, por sus siglas en inglés) para promover el deporte aficionado. Oosthuizen le dijo a D'Oliveira que representaba a Rothmans, que había patrocinado partidos en donde había actuado el jugador mientras esperaba jugar para Worcestershire. Le ofreció a D'Oliveira trabajo como entrenador de la SASF con un salario anual de 4000 libras —una gran suma para un jugador de críquet profesional en ese momento—, con la condición de que asumiera este cargo inmediatamente al final de la temporada de 1968, y por lo tanto, no encontrarse disponible para la gira del MCC antes de que tuviera lugar la nómina. D'Oliveira declinó de forma tentativa, pero Oosthuizen persistió, primero ofreciéndose a averiguar si sería incluido en el equipo del MCC, y luego diciéndole que su presencia en la gira avergonzaría a Vorster. Basil era consciente de que aceptar la oferta podría hacer que muchos le perdieran el respeto, ya que estaría abandonando la oportunidad de jugar contra Sudáfrica, pero, no obstante, lo consideró durante las siguientes semanas. Oosthuizen lo presionó de manera reiterada para que aceptara. Poco antes del test final de 1968, se ofreció a igualar el dinero que D'Oliveira afirmó que le habían ofrecido para estar disponible para el MCC. El jugador buscó una evasiva e involucró a su agente Reg Hayter. Después de más conversaciones con Oosthuizen, D'Oliveira decidió intentar posponer una decisión hasta después de que se anunciara el equipo de la gira por Sudáfrica, ya que Hayter había establecido por una fuente cercana a los seleccionadores que el jugador tenía buenas posibilidades de figurar en la nómina.
Durante una investigación de prensa posterior, Oosthuizen afirmó haber actuado de forma independiente. Anton Rupert, el jefe de Rembrandt, apoyó esta versión, al afirmar que Oosthuizen había actuado en su calidad de empleado de la SASF. Rupert dijo que se trataba de una organización autónoma, pero según Oborne, la constitución de la SASF la hacía totalmente dependiente de Rembrandt. Oborne escribe que las ofertas de Oosthuizen estaban arraigadas en los planes hechos por Vorster y Coy para sobornar a D'Oliveira de manera indirecta, al ofrecerle trabajo que le impediría jugar para el MCC. Oborne supone que el puesto y el salario ofrecido al jugador no provenían de la SASF, sino que en realidad eran parte de un plan que involucraba a Vorster y Rupert para sacar al controvertido deportista de la gira. Williams también concluye que la oferta fue efectivamente un soborno para detener que D'Oliveira jugara.
A principios de agosto Basil D'Oliveira volvió a sus números al conseguir 89 entradas contra Warwickshire. Antes del quinto y último partido test entre Inglaterra y Australia, jugado entre el 22 y el 27 de agosto, Cowdrey bateó en el Oval, donde se jugaría el partido, y dedujo que los lanzadores de velocidad media serían muy efectivos dada la condición del campo de críquet. En consecuencia, cuando se eligió el equipo de Inglaterra, pidió que se colocara en reserva un lanzador de velocidad media en caso de que las condiciones justificaran su selección. Las dos primeras opciones para integrar la selección, Knight y Tom Cartwright, no estaban disponibles, por lo que Cowdrey llamó a D'Oliveira como reserva debido a su bateo. El día antes del juego uno de los bateadores de Inglaterra, Roger Prideaux, se retiró del equipo diciendo que tenía una infección. El equipo fue debidamente reorganizado y la nueva versión incluía a D'Oliveira como bateador, quien no tuvo más noticias de Oosthuizen, que fue trasladado de la oficina de Londres poco después. La intervención del directivo tabacalero pasó a ser de conocimiento público cuando se informó en la prensa en abril de 1969.

## Momento más álgido de la controversia

### Partido en The Oval

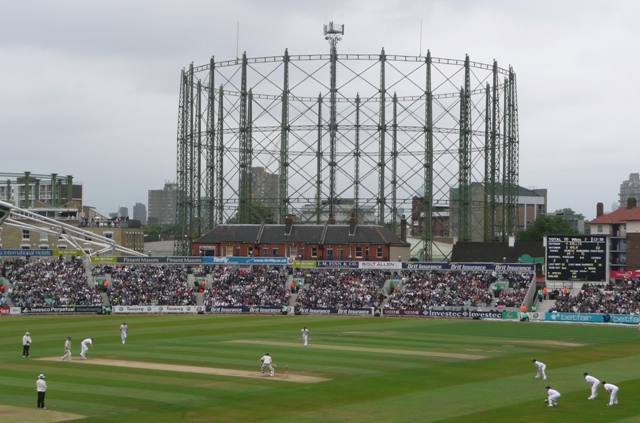
The Oval, en una fotografía de 2008.

Sintiéndose mucho más seguro, D'Oliveira esperaba tener éxito en el partido test en The Oval. Antes del juego, un funcionario anónimo del MCC hizo circular una historia de que al jugador se le habían ofrecido miles de libras para mantenerse disponible para la gira de Sudáfrica. Esta era una historia similar a la que D'Oliveira le había contado a Oosthuizen; probablemente había viajado de regreso al MCC a través de Sudáfrica, pero no era cierto. Cuando comenzó el juego, Australia tenía una ventaja de 1-0 después de cuatro encuentros, por lo que Inglaterra necesitaba una victoria para nivelar la serie. La selección inglesa tuvo un comienzo razonable el primer día, pero un wicket tardío llevó a D'Oliveira al bate con el juego delicadamente equilibrado. Oborne observa que el jugador estaba bajo una enorme presión, tanto por simples razones deportivas como porque el mundo estaba mirando para ver si tenía éxito. Wisden informó: «En la última hora D'Oliveira comenzó su buen esfuerzo. Enganchó el balón corto de manera excelente». Al final del primer día D'Oliveira anotó 23 carreras.
Temprano en el segundo día Basil D'Oliveira bateó con menos seguridad. Fue eliminado por el guardameta contrario con su marcador en 31, pero fue animado por el árbitro Charlie Elliott y su compañero de bateo John Edrich. Cuando su puntaje llegó a 50, Elliott susurró: «Bien jugado, Dios mío, vas a causar algunos problemas». D'Oliveira pasó a anotar 158 carreras antes de quedar fuera, aunque fue eliminado un par de veces más después de pasar las tres cifras. Recibió una ovación prolongada de la multitud cuando quedó fuera, y las felicitaciones de John Gleeson, uno de sus contrincantes australianos. Oborne evalúa las entradas como una de las mejores de la historia: a pesar del ataque relativamente débil y las fáciles condiciones de bateo, Oborne cree que ningún otro jugador de críquet se había enfrentado a tanta presión y tantas fuerzas externas que conspiraban contra él. Más adelante en el juego, D'Oliveira también contribuyó con la pelota. Después de que la lluvia redujo la cantidad de tiempo de juego y causó más retrasos con la limpieza posterior, Inglaterra enfrentó una carrera a contrarreloj para ganar el partido. D'Oliveira tomó un wicket crucial con su bola número 12 para romper una larga pareja de bateadores contrarios y abrir el camino para que Derek Underwood lanzara a Inglaterra hacia la victoria en el juego y al empate en el marcador global.
Fuera del campo, las maniobras comenzaron de inmediato. Vorster siguió de cerca las entradas, con la presencia de Oosthuizen. En el segundo día del partido Geoffrey Howard, el secretario del Surrey County Cricket Club —que efectuaba de local en The Oval— recibió una llamada de Oosthuizen, quien le informó a Howard que había estado tratando sin éxito de contactar a Billy Griffith. Le dijo a Howard que le pasara a Griffith el mensaje de que si «el centurión de hoy es elegido, la gira se interrumpirá». Mientras tanto, Insole le preguntó a D'Oliveira si estaba disponible para hacer la gira por Sudáfrica, y Cowdrey le preguntó cómo manejaría las situaciones inevitablemente tensas, ya que también le dijo que lo quería en el equipo. El jugador tuvo pocas dudas de que sería seleccionado para realizar la gira por Sudáfrica.

### Reunión de selección
Los seleccionadores, tras una reunión de seis horas, eligieron al equipo para la gira por Sudáfrica el 27 de agosto de 1968. Las actas oficiales de la reunión están incompletas y de los presentes nadie dejó relato de lo sucedido. Oborne cree que al menos diez hombres estuvieron presentes: los cuatro seleccionadores, Insole, Peter May, Don Kenyon y Alec Bedser; el capitán de Inglaterra Colin Cowdrey; Gubby Allen, Billy Griffith, Arthur Gilligan y Donald Carr por el MCC; y posiblemente Maurice Allom, otro miembro del club. Oborne sugiere que uno de los presentes podría haber estado actuando para el gobierno de Sudáfrica, ya que Vorster estaba bien informado sobre lo que sucedió en la reunión y siguió de cerca los eventos. También observa que, de los presentes, Allen, Griffith y Gilligan sabían por la carta de Cobham lo que sucedería si se seleccionara a D'Oliveira, por lo que argumenta que pudieron haber pasado la información a otros seleccionadores. Coy, que había estado en el test de Lord's, también pudo haber dejado clara la posición de Sudáfrica en la reunión. Según Oborne «todos en la sala, con la posible excepción del capitán de Worcestershire Don Kenyon, habrían sido conscientes de que la selección de D'Oliveira podría, en el mejor de los casos, causar dificultades y, en el peor, la cancelación de la gira». Fraser-Sampson va más allá, y sugiere que Insole, y posiblemente también May, conocían toda la historia desde una etapa temprana.
Desde el punto de vista deportivo, la mayoría de los críticos estuvieron de acuerdo en que probablemente D'Oliveira debería haber sido seleccionado basándose en su puntuación en el Oval, su récord anterior y la utilidad de su lanzamiento. Los seleccionadores lo dejaron fuera, sin embargo, al decidir que su lanzamiento no era lo suficientemente fuerte como para clasificarlo como un deportista que se pudiera desempeñar tanto bateando como lanzando. Oborne señala que, juzgado basándose en términos de críquet, esto «no fue un ultraje». D'Oliveira tuvo varios rivales como bateador, y de los puestos disponibles en la gira, uno fue para Ken Barrington, que tenía un buen historial en partidos test, y el otro para Keith Fletcher, que era mucho más joven que Basil, en una decisión que, a juicio de Oborne, fue justa. Nadie en la reunión de selección apoyó la nómina de D'Oliveira. Algunos de los presentes dijeron más tarde que, a pesar de sus garantías previas a Basil, Cowdrey se opuso a su selección en la reunión, lo que influyó en otros allí presentes. Fraser-Sampson sugiere que Cowdrey, quien más tarde intentó justificar su papel en los eventos, pudo haber apoyado de forma interna la inclusión de D'Oliveira, pero se pronunció en contra por falta de confianza y decisión. También es posible, sostiene Fraser-Sampson, que si May hubiera estado al tanto del verdadero estado de la situación, podría haber confiado en Cowdrey, un amigo cercano y que tenía muchas ganas de liderar a un equipo en Sudáfrica, lo que lo habría dejado en una posición difícil y conflictiva. Fraser-Sampson concluye: «Lejos de ser el villano de la obra, Cowdrey puede haber sido simplemente un hombre honorable empujado más allá de los límites de su carácter y abrumado por los acontecimientos».
Como es habitual en tales reuniones de selección, no hubo votación. Insole recordó que no hubo hostilidad hacia D'Oliveira en la reunión, y señaló que, aunque no fue elegido en el equipo principal, sí fue integrado en las reservas. Williams, aunque reconoce que había varios bateadores dignos como candidatos para integrar el equipo, afirma que incluso si los asistentes a la reunión solo hubieran discutido las habilidades de críquet respectivas de los jugadores, «todo seleccionador debió haber sabido que al no seleccionar a D'Oliveira mejorarían las perspectivas de que la gira siguiera adelante». La comisión directiva del MCC se reunió para aprobar de manera formal al equipo seleccionado en la tarde del 28 de agosto, y nadie expresó su oposición.
D'Oliveira, quien se enteró de su omisión por la radio en el vestuario de Worcestershire después de anotar 128 carreras contra Sussex, estaba profundamente molesto y enfrentó una intensa atención de la prensa. Insole y Griffith defendieron la decisión de omitir a Basil ante la prensa, aclarando que no había habido presión de Sudáfrica y que el equipo elegido simplemente incluía mejores jugadores. Oborne escribe que Insole consideró los eventos que rodearon la reunión de selección como uno de los peores de su vida, pero que «él y los otros seleccionadores fueron víctimas de la decisión, a la que se llegó por consejo de Alec Douglas-Home a principios de 1968, de no presionar por una respuesta a la demanda del MCC de que no debería haber "condiciones previas" para la gira. Una vez que se tomó esa decisión, todo lo demás siguió: el intento de soborno, la presión secreta y el engaño del MCC. Si el asunto se hubiera resuelto... Insole nunca habría estado sujeto a las insinuaciones y acusaciones de racismo y traición que lo han perseguido desde entonces».

### Reacciones
Mientras que el público en general estaba desconcertado de que un hombre que acababa de anotar un century contra Australia pudiera quedar fuera del equipo, la prensa inglesa estaba dividida sobre la decisión. Algunos periodistas apoyaron al MCC por motivos deportivos, incluidos los corresponsales de críquet de The Times y The Daily Telegraph. Otros, entre los que destacaban el excapitán de Inglaterra Ted Dexter, el exjugador Trevor Bailey y E. W. Swanton, quienes generalmente estaban del lado de los grupos de poder, sostuvieron que D'Oliveira merecía estar en el equipo por sus méritos. Swanton dijo que no había recibido cartas que estuvieran de acuerdo con la omisión. Otros comentaristas, como el secretario del club de Worcestershire y exjugador de las Indias Occidentales Learie Constantine, declararon de forma pública que D'Oliveira fue omitido debido a su raza o porque el MCC apoyaba el apartheid. Algunos políticos laboristas también expresaron su preocupación. John Arlott, si bien afirmó que D'Oliveira merecía ser incluido, sugirió que para demostrar su oposición al apartheid, el MCC quizás debería haberlo elegido incluso si no lo merecía por razones deportivas. La prensa en general adoptó una visión más amplia, y varias columnas de periódicos informaron que la decisión parecía haberse tomado para evitar ofender al gobierno sudafricano. Según Williams, las posiciones públicas de gran parte del directorio del MCC hacia Sudáfrica llevaron a sospechas de que D'Oliveira pudo haberse quedado fuera simplemente para salvar la gira.
Los autores más recientes sugieren que los miembros del MCC no estaban motivados de forma directa por el apoyo al apartheid. Oborne sostiene que el grupo de poder del MCC, sin favorecer el sistema sudafricano, deseaba mantener los vínculos tradicionales con la Sudáfrica blanca. Williams sugiere que el directorio fue políticamente ingenuo y que ignoraron las dimensiones políticas de la no selección de D'Oliveira, además de que parecían ignorar que su decisión los hacía parecer apoyar el apartheid. Fraser-Sampson cree que los involucrados «actuaron por lo que pensaron que eran los mejores motivos, es decir, lo que vieron como lo mejor para el juego». Con respecto a los vínculos de derecha de algunos individuos —Gilligan había sido miembro de los fascistas británicos durante la década de 1920, y Bedser más tarde se convirtió en miembro de la Freedom Association, que Fraser-Sampson clasifica como «de extrema derecha»— ni Oborne ni Fraser-Sampson sugieren que los dos hombres eran racistas, o que cualquiera de las acciones de los seleccionadores con respecto a D'Oliveira estuvo teñida de prejuicio o apoyo al apartheid. Fraser-Sampson comenta, sin embargo, que algunos individuos eran «apologistas» de Vorster, y que muchos de ellos creían firmemente en la separación de la política y el deporte.
No todos los miembros del MCC apoyaron a los seleccionadores. Alrededor de 70 miembros se reunieron, incluido el clérigo y excapitán de Inglaterra David Sheppard, y pidieron que se abandonara la gira. La intervención de Sheppard sacudió a Cowdrey, un hombre religioso. En semanas, varios miembros del MCC habían renunciado en protesta por la decisión, y el club había recibido cerca de 1000 cartas al respecto, principalmente denuncias. En Sudáfrica, los blancos recibieron la noticia con alegría —una manifestación nacionalista estalló en vítores al escuchar la noticia—, mientras que la comunidad negra vio la omisión como una traición. El Movimiento Antiapartheid británico envió telegramas al primer ministro Harold Wilson, pidiéndole que interviniera, y a Gilligan, pidiendo que se cancelara la gira con el argumento de que al jugar en Sudáfrica la selección de Inglaterra estaría «tolerando el apartheid». D'Oliveira recibió muchas cartas de apoyo del público, y cartas compasivas de Cowdrey, Insole, Griffith y Cobham. Respondió de buena forma y no se sintió atraído a criticar de manera pública al MCC, y, de hecho, ofreció su apoyo al equipo. Firmó un contrato para cubrir la gira para el periódico News of the World, que generó críticas de otros periódicos y sorprendió a Vorster. En ese momento, a los no blancos no se les permitía ingresar a los palcos de prensa sudafricanos más que «en calidad de criados». Vorster sugirió que a D'Oliveira ni siquiera se le permitiría participar en la gira como periodista.

### Cancelación
Un miembro del equipo del MCC, Tom Cartwright, había estado luchando con una lesión. Había considerado retirarse de la gira por motivos morales, debido a sus reservas sobre el apartheid. Existen diferentes versiones de lo que realmente sucedió. Según Cowdrey, Cartwright jugó sin molestias el 14 de septiembre, pasó una prueba de condición física al día siguiente, y se retiró de forma repentina luego de una reacción nocturna a sus esfuerzos, lo que llevó a los seleccionadores a tomar solo diez minutos para elegir a D'Oliveira como reemplazo. Fraser-Sampson registra que Cartwright se sometió a dos pruebas de aptitud física, debido a preocupaciones preexistentes sobre su salud, y que los seleccionadores intentaron persuadirlo de que no se retirara, con un Cowdrey particularmente insistente, pero Cartwright fue inflexible. El 16 de septiembre se retiró del equipo del MCC, aludiendo a su lesión, y D'Oliveira fue citado, decisión que fue anunciada al día siguiente. A pesar de haber sido rechazado como lanzador en la reunión anterior, ahora estaba reemplazando a un lanzador en el equipo, ya que los seleccionadores afirmaron que el lanzamiento de D'Oliveira podría resultar útil. La valoración de Oborne de la decisión es que «ya habían tenido suficiente y se inclinaban ante la opinión pública». Williams comenta que la tardía incorporación de Basil a raíz de las protestas por su exclusión confirmó para muchos que la política había participado en la selección del equipo. Denis Howell sintió la necesidad de declarar públicamente que la decisión correspondía únicamente al MCC, y que no había habido presión por parte del gobierno del Reino Unido. D'Oliveira estaba complacido, pero sospechaba que la gira ya no continuaría.
En Sudáfrica, Vorster escuchó que Basil D'Oliveira había sido incluido en el equipo poco antes de dirigirse al congreso del Partido Nacional del Estado Libre de Orange en Bloemfontein el 17 de septiembre. De forma inmediata anunció que al equipo inglés no se le permitiría ingresar a Sudáfrica si incluía al jugador. Dijo a los asistentes que si bien «estamos y siempre hemos estado preparados para ser los anfitriones del MCC... no estamos preparados para recibir a un equipo que se nos ha impuesto por gente cuyo interés no está en el juego sino en la consecución de ciertos objetivos políticos que ni siquiera intentan esconder». Entre fuertes aplausos, continuó describiendo a la nueva nómina del MCC como «no el equipo del MCC sino que el equipo del Movimiento Antiapartheid, el equipo del SANROC [el Comité Olímpico No Racial de Sudáfrica] y el equipo del obispo Reeves [un crítico del apartheid]». Vorster expresó sentimientos similares en otros lugares, acusando al MCC de tomar una decisión basada solo en política, e insistió en que «había tomado una decisión por Sudáfrica». La prensa sudafricana fue mayoritariamente crítica con el primer ministro, advirtiendo que su postura podría llevar a la exclusión del país del deporte internacional, pero el profesor Bruce Murray comenta que la exclusión inicial de D'Oliveira por parte del MCC, solo para luego incluirlo en lugar de un lanzador, le había dado a Vorster algo de munición para afirmar que la selección del club tenía una carga política. En cambio, incluir a D'Oliveira desde el principio habría obligado a Vorster a revelar que su plan de permitir equipos mestizos era falso.
En Inglaterra, Griffith respondió que la gira sería cancelada si D'Oliveira no podía jugar, que estaba en el equipo por sus méritos deportivos, y que no había sido incluido en la selección la primera vez por «un pelo». Cowdrey, mientras tanto, propuso volar él mismo a Sudáfrica para salvaguardar la gira, pero el ministro sudafricano Ben Schoeman dijo que Basil había sido elegido por motivos políticos y que Sudáfrica no haría ningún trato para dejarlo jugar. Coy y Cheetham volaron en secreto a Londres para intentar llegar a un compromiso. El 24 de septiembre celebraron una reunión de cuatro horas con la comisión directiva del MCC, inmediatamente después de la cual el directorio anunció que «el equipo seleccionado para representar al MCC en Sudáfrica no es aceptable por razones que escapan al control de la SACA. Por lo tanto, la comisión directiva del MCC decidió por unanimidad que la gira no se llevará a cabo». Williams sugiere que la demora en cancelar la gira da cuenta de que algunos miembros del club aún podrían haber esperado encontrar puntos de coincidencia con los sudafricanos. D'Oliveira consideró brevemente retirarse del equipo para salvar la serie, pero decidió no hacerlo.
Sheppard y otros rebeldes del MCC convocaron una reunión general especial del club, ya que querían que declararan públicamente que la selección del equipo se había manejado mal y que no se debería llevar a cabo más críquet con Sudáfrica hasta que ese deporte no estuviera dividido por preceptos raciales. Antes de que tuviera lugar la reunión, el directorio se juntó con los rebeldes y afirmó que no habría sido apropiado preguntarle a Sudáfrica sobre D'Oliveira antes de la gira, aunque lo habían hecho. La comisión directiva luego admitió haber escrito una carta, pero dijo que nunca había recibido una respuesta. La reunión general extraordinaria tuvo lugar en diciembre de 1968, pero los rebeldes fueron derrotados por los demás miembros. Sheppard fue criticado por los miembros en la reunión, y su antiguo amigo Peter May se negó a hablar con él después. Los que se oponían a Sheppard sugirieron que él se oponía al apartheid mientras que el directorio quería promover el críquet. También se sugirió que el club no debería actuar como la conciencia del Reino Unido. Williams sugiere que la votación indicó que una alta proporción del MCC estaba a favor de mantener vínculos con el críquet sudafricano a pesar de saber que este deporte en Sudáfrica operaba bajo segregación racial.

## Efectos
Justo después de que Nueva Zelanda abandonara su gira de rugby de 1967 debido a la negativa de Sudáfrica de acoger a un equipo mestizo, la cancelación de la serie del MCC en 1968-69 bajo el caso D'Oliveira marcó el segundo incidente de este tipo en dos años. Según Oborne, el asunto obligó al críquet sudafricano a darse cuenta de que tenía que cambiar. En 1969, la Junta de Control de Críquet de Sudáfrica (SACBOC, por sus siglas en inglés) anunció que los futuros equipos serían formados bajo una base de integración racial y seleccionados únicamente por méritos deportivos, y los esfuerzos comenzaron debidamente para permitir que todas las razas compitieran entre sí y compartieran instalaciones. Esto llevó a cierto desacuerdo entre las organizaciones deportivas no blancas entre quienes apoyaban estos cambios incrementales y quienes querían la disolución inmediata del antiguo sistema. D'Oliveira, miembro del primer grupo, se vio involucrado en parte en este conflicto. También enfrentó críticas de aquellos en Sudáfrica e Inglaterra que creían que, para oponerse al apartheid, debería haberse declarado no disponible para viajar en primer lugar. Con la gira a Sudáfrica cancelada, el MCC acordó de forma rápida que su equipo jugara una serie de pruebas en Pakistán, en donde participó D'Oliveira, quien tuvo mucho éxito. Continuó siendo un habitual seleccionado de Inglaterra durante cuatro años más y jugó para Worcestershire hasta 1979.
En 1969 muchos de los eventos del año anterior se hicieron de conocimiento público, incluidos los engaños de Allen, Griffith y Gilligan. La comisión directiva del MCC se reunió y otorgó aprobación retrospectiva a las acciones de los cuatro hombres que participaron en la primera reunión de selección, y la propuesta de Griffith de renunciar fue rechazada. El clamor de la prensa de 1968 no se repitió, y Fraser-Sampson especula que el club pudo haber ejercido presión sobre los periodistas. Griffith y Allen luego recibieron honores del gobierno británico.
La controversia continuó estallando en Reino Unido y otros países con respecto a los vínculos deportivos con Sudáfrica. La gira de 1969-70 de la selección de rugby de Sudáfrica por Gran Bretaña e Irlanda estuvo acompañada de manifestaciones masivas contra el apartheid, incluido el intento de un manifestante en Londres de secuestrar el autobús del equipo sudafricano, y una manifestación en Dublín donde la gente intentó bloquear la ruta hacia el lugar del partido al acostarse en medio de la calle. La selección de críquet de Sudáfrica debía hacer una gira por Inglaterra poco después, y el MCC seguía ansioso porque la serie siguiera adelante. Cancelaron la gira una semana antes de la llegada de los sudafricanos, tras las protestas públicas y la presión del gobierno del Reino Unido. Las virulentas manifestaciones contra el apartheid en Australia durante la gira de 1971 de la selección de rugby de Sudáfrica provocaron un aumento de los costos policiales, partidos jugados detrás de vallas y alambre de púas, y un estado de emergencia en Queensland, lo que llevó a la Junta de Críquet de Australia a cancelar la gira que la selección de críquet sudafricana estaba programada para seguir.
Sudáfrica quedó a partir de entonces casi totalmente aislada del críquet internacional, pero no del rugby. La Unión Australiana de Rugby rompió los lazos con Sudáfrica después de la turbulenta serie de 1971, pero sus contrapartes en Nueva Zelanda, Francia y los países del Reino Unido mantuvieron vínculos hasta la década de 1980. Con los jugadores maoríes y samoanos designados de forma oficial como «blancos honorarios» por el gobierno sudafricano, los equipos de rugby de Nueva Zelanda, con diversidad racial, recorrieron Sudáfrica en 1970 y 1976. El SACBOC integró formalmente el críquet sudafricano en 1976, pero la oposición duradera en el extranjero al gobierno sudafricano significó que el país no volviera a jugar al críquet internacional oficial hasta 1991, después del inicio del proceso para desmantelar el apartheid.